# Stanwellia hollowayi
Stanwellia hollowayi är en spindelart som först beskrevs av Forster 1968.  Stanwellia hollowayi ingår i släktet Stanwellia och familjen Nemesiidae. Inga underarter finns listade i Catalogue of Life.